# Shell Moerdijk

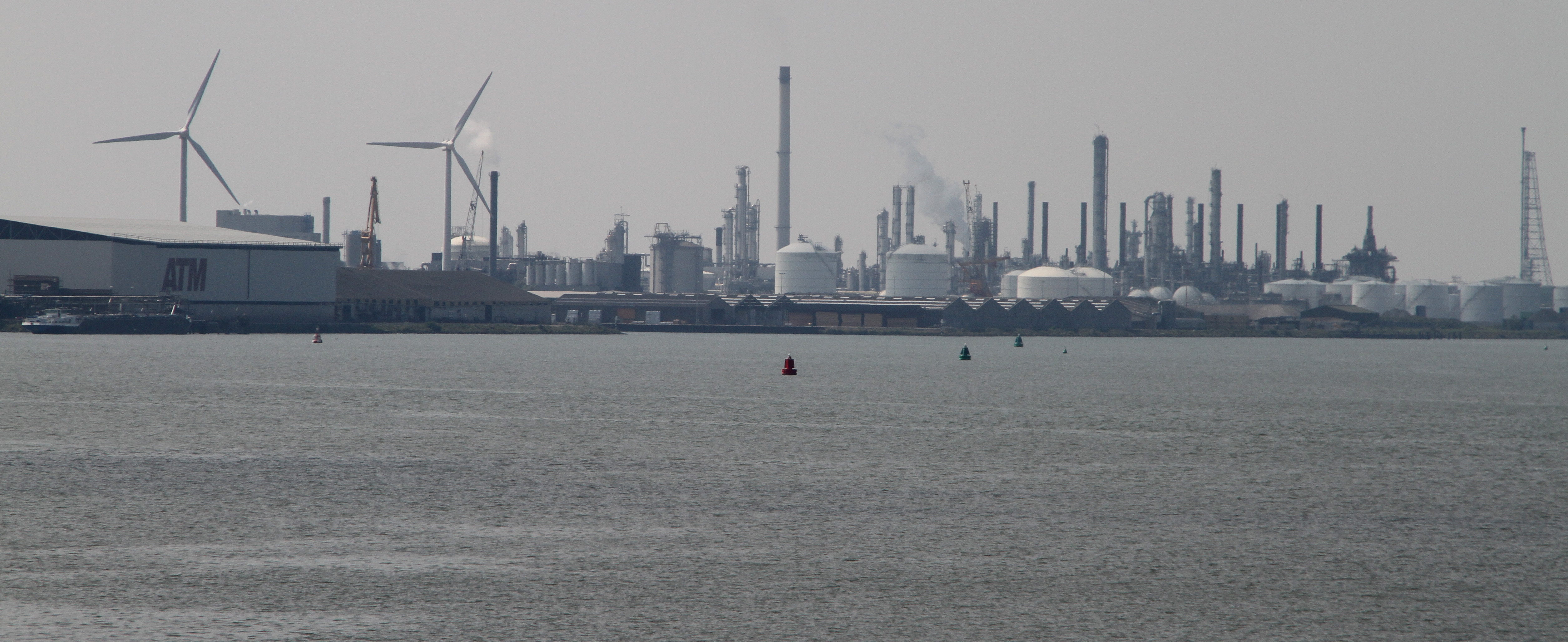

Shell Moerdijk is de naam van een petrochemisch complex van fabrieken in het haven- en industriegebied Moerdijk. Formeel: Shell Nederland Chemie B.V., vestiging Moerdijk; in Shell jargon: SNC Moerdijk.

## Geschiedenis
Eind jaren 60 had Shell behoefte aan uitbreiding van de capaciteit van de installaties in Pernis. Er waren zo'n 30 mogelijke vestigingsplaatsen. Antwerpen bood gunstige faciliteiten, maar dit zou ten koste gaan van werkgelegenheid in Nederland. Rotterdam onderhandelde met de ZeKluZa-gemeenten (Zevenbergen, Klundert en Lage Zwaluwe) over de aankoop van een nieuw aan te leggen industriegebied aan het Hollandsch Diep, dat bereikbaar diende te zijn voor tankschepen met voldoende laadvermogen. Vanwege de delicate besluitvorming werd het overleg zo veel mogelijk uit de publiciteit gehouden. De gemeente Dordrecht wist van niets en kwam er pas in een te laat stadium achter om nog invloed te kunnen uitoefenen. Pas na de ondertekening van het betreffende convenant kwam de gang van zaken onder de aandacht van de landelijke politiek.
Pas veel later werd duidelijk wat dit betekende. Door de eis van voldoende diepgang werd het noodzakelijk de tunnel onder de Dordtsche Kil, de Kiltunnel, een meter dieper aan te leggen dan in het oorspronkelijk ontwerp was voorzien. Het gevolg was een verdubbeling van de bouwkosten, die waren geraamd op 70 miljoen gulden. De meerkosten worden tot op de dag van vandaag op de gebruikers verhaald via tolheffing en op de inwoners van de provincie Zuid-Holland via de provinciale opcenten, een toeslag op het basisbedrag dat aan motorrijtuigenbelasting wordt gerekend.
In 1968 kocht Shell de eerste 250 hectare grond, die met enkele meters zand uit de spaarbekkens van de Brabantse Biesbosch op voldoende hoogte werd gebracht. De eerste paal werd in 1971 geslagen. Het inklinken van de grond na de bouw werd opgevangen door de heipalen voor de fundering van de fabrieken "op negatieve kleef" te slaan, dat wil zeggen dat de grond kon inklinken zonder de palen mee omlaag te trekken. In 1970 begon de constructie van de eerste fabrieken, de MLO, de MEOD en de verlading MFD. De productie startte in juni 1973 in de eerste fabriek, eind dat jaar waren alle fabrieken in bedrijf. In 1976 volgde de bouw van de MSPO en de MNK, een naaldcokesfabriek. In 1978 werd tegen de overeengekomen prijs uit het verleden alsnog de grond (250 hectare) ten zuiden van het terrein gekocht en opgespoten. 
September 1979 kon er met de vakbonden geen overeenstemming worden bereikt en werd er een aantal dagen gestaakt. Deze staking in een petrochemische fabriek was bijzonder, omdat de stakers de fabriek draaiende hielden en de werkwilligen buiten de poort moesten blijven. Achteraf bleek Shell veel aan de staking te hebben verdiend, omdat de opgedane kennis bij de voorbereiding om de fabrieken tot onderhoudsniveau versneld af te bouwen vele dagen extra productie opleverden. Het kon veel sneller dan in de standaard procedure die altijd was gevolgd.
In 1991 werd een nieuw Centraal kantoor aan de westzijde van het terrein in gebruik genomen.
In verband met gewijzigde marktomstandigheden werd de naaldcokesfabriek in 1993 tot de grond toe afgebroken en in zijn geheel met de zwareladingschepen Mirabella en Stellamare naar Buenos Aires verplaatst.
In 1996 startte de derde fase van de bouw, waarna in 1999 de ELLBA SM/PO geopend kon worden, een joint venture (samenwerkingsverband) van Shell en BASF, elk voor 50% aandeelhouder.
In 1999 werd de productie van vinylesters afgestoten naar Resolution Performance Products (het latere Hexion en weer later Momentive Specialty Chemicals). Een jaar later kwam de verruiming van de capaciteit van de MLO tot stand en in 2002 werd een benzeenextractiefabriek geopend, waarvoor in 2004 een extra reactor werd gebouwd. Omdat Shell niet voorzag in nog grote uitbreidingen op korte termijn, werd in 2008 130 hectare van het gebied weer verkocht. Uiteindelijk bleef er 325 hectare over, waarvan 250 hectare binnen het hek en daarvan is 175 hectare bebouwd.
Het aantal directe werknemers bedroeg 750 in 2010. In 2021 waren dat zo’n 900 van Shell en 400 van aannemers.

## Fabrieken
Het bedrijf verwerkt nafta, gasolie en lpg uit raffinaderijen tot basischemicaliën voor de kunststoffenindustrie, zoals monomeren. De verwerkingscapaciteit bedraagt 4.500 kton/jaar. De volgende fabrieken zijn aanwezig:
- Moerdijk Lower Olefins (MLO), omvat een etheenfabriek en een stoomkraker.
  - Productiecapaciteit propeen: 500 kton/jaar
  - Productiecapaciteit etheen: 900 kton/jaar
  - Productiecapaciteit 1,3-butadieen: 115 kton/jaar
- Moerdijk Etheen Oxide en Derivaten (MEOD)
  - Productiecapaciteit etheenoxide: 305 kton/jaar
  - Productiecapaciteit mono-etheenglycol: 150 kton/jaar
- Moerdijk Styreenmonomeer en Propeenoxidefabrieken (MSPO)
  - Productiecapaciteit propeenoxide: 450 kton/jaar
  - Productiecapaciteit styreen: 1.000 kton/jaar

Los hiervan is er een productiecapaciteit voor benzeen van 550 kton/jaar.
Om de fabrieken aan de gang te houden zijn er een:
- Moerdijk Utility Bedrijf (MUB), dat de stoom, werklucht voor de besturing en demiwater voor de ketels levert
- Moerdijk Filling & Dispatch (MFD), dat de producten aflevert

## Incidenten
Op 3 juni 2014 brak na twee zware explosies 's avonds laat een grote brand uit in een reactor met ethylbenzeen, een grondstof voor de productie van kunststoffen. Hierbij raakten twee medewerkers lichtgewond. De Onderzoeksraad voor veiligheid stelde een onderzoek in. Volgens eigen onderzoek van Shell is de explosie ontstaan door een overdruk in de reactor. De overdruk is veroorzaakt door een onverwachte reactie tussen de katalysator en ethylbenzeen. Op 9 juli 2015 kwamen de rapporten uit van de Onderzoeksraad voor Veiligheid. In dat jaar werd de herbouwde fabriek weer opgeleverd.
Van 21 november 2015 tot 27 januari 2016 ontsnapte  27,7 ton ethyleenoxide doordat per ongeluk een afsluiter open was blijven staan naar de buitenlucht. Uit onderzoek van de GGD in samenwerking met het Rijksinstituut voor Volksgezondheid en Milieu (RIVM) in opdracht van de provincie Noord-Brabant en de gemeente Moerdijk bleek dat het geen gevaar heeft opgeleverd voor de volksgezondheid.

## Zonnepark
In 2018 werd op een 39 hectare groot gedeelte van het terrein 35 hectare gebruikt voor de aanleg van een installatie met 76.000 zonnepanelen, met een capaciteit van 27 megawatt. Dat is vergelijkbaar met het energiegebruik van 9000 huishoudens. Shell heeft een contract voor de uitvoering van de constructiewerkzaamheden gesloten met Biosar Energy (UK) Limited, onderdeel van de Aktor Group. De zonnepanelen werden in 35 dagen tijd geïnstalleerd. Gemiddeld werden 2171 zonnepanelen per dag geplaatst. Stroomlevering vanaf het eerste kwartaal van 2019.

## Externe bron
- Shell Moerdijk